# Podoctidae
Podoctidae (Tiếng Hy Lạp cổ podos(chân), oktis(xương sống), đề cập tới hàng gai trên xương chân của các loài trong họ này) là một họ côn trùng thuộc Bộ Chân dài với khoảng 130 loài được biết đến.

## Mô tả
Có thân hình tròn và các chân rất dài so với cơ thể. Chiều dài cơ thể dao động từ 2,5 đến 5 mm, với chiều dài chân từ ba đến gần ba mươi mm.  Trong khi hầu hết các loài có màu nâu đến vàng, một số có màu xanh lục đậm.  Chân có thể có màu đen và vàng.  Dương vật có cấu tạo độc đáo.

## Phân bố
Hầu hết các loài xuất hiện ở Đông Nam Á, đặc biệt là ở New Guinea.  Những loài khác được tìm thấy ở Melanesia, Micronesia, Nhật Bản, Ấn Độ và Sri Lanka, Madagascar, Seychelles và Mauritius, và trung tâm châu Phi. Mặc dù một loài thuộc họ Podoctidae được mô tả từ Brazil vào năm 1938, nhưng sau đó nó đã được chuyển sang Triaenonychidae.

## Mối quan hệ
Mặc dù Podoctidae hiện được bao gồm trong liên họ Samooidea, và chắc chắn là trong phân thứ bộ Grassatores, nó không có mối quan hệ rõ ràng với bất kỳ họ nào.